# Bandera de Pennsilvània
La bandera de Pennsilvània es compon d'un camp blau sobre el qual està brodat l'escut d'armes. Originalment autoritzat per l'Estat el 1799, el disseny actual va ser promulgat per llei el 1907. L'estiu de 2007 es va introduir un projecte de llei per modificar la bandera estatal, afegint el nom de l'estat. El projecte de llei no ha estat adoptat per la legislatura.

## Classificació de la NAVA
El 2001, l'Associació Vexil·lològica Nord-americana (NAVA) va realitzar una enquesta entre els seus membres quant a la qualitat del disseny de les 72 banderes dels estats dels EUA i les províncies i territoris del Canadà, la classificació va donar per resultat que la bandera de Pennsilvània restava en el lloc 57 d'entre les altres 72 participants.

## Descripció de l'escut d'armes
L'escut d'armes de l'estat està envoltat per cavalls militars a banda i banda, i una àguila calba que representa la submissió als EUA, que representa la nova nació, per sobre. L'escut d'armes estatal inclou un vaixell amb les veles desplegades, una arada i tres garbes de blat que indiquen la importància del comerç, el treball, la perseverança i l'agricultura per l'estat. Envoltant l'escut d'armes hi ha una tija de blat de moro indi a l'esquerra i una branca d'olivera a la dreta, que representen el reconeixement per part de l'estat del seu passat i la seva esperança en el futur. El pergamí sota l'escut d'armes porta escrit: "Virtue, Libery and Independence" ("Virtut, Llibertat i Independència"), que és el lema de l'estat.

## Modificacions de 2007

Bandera del governador

L'estiu de 2007, la Cambra de Representants de Pennsilvània va votar a favor de canviar la bandera afegint "Pennsylvania" a la part inferior en lletres daurades. La legislació va ser proposada pel representant de l'Estat Tim Solobay. El Senat encara no ha pres mesures en relació amb el projecte de llei.

## Bandera del Governador
La bandera del Governador de Pennsylvania conté l'escut nacional en un camp blanc. Per sobre de l'escut d'armes, la bandera mostra una cinta vermella on es pot llegir: "The Governor" (El Governador), escrit en lletres d'or de pal sec. Sota l'escut d'armes, la bandera mostra una altra cinta vermella l'escrit següent: "Commonwealth of Pennsylvania" en lletres d'or.